# ويليام إس. مور
ويليام إس. مور (بالإنجليزية: William S. Moore)‏ هو محامي وسياسي أمريكي، ولد في 18 نوفمبر 1822، وتوفي في 30 ديسمبر 1877. حزبياً، نشط في الحزب الجمهوري. وقد انتخب عضو مجلس النواب الأمريكي.